# Tom Zenk
Thomas Erwin « Tom » Zenk (né le 30 novembre 1958 à Robbinsdale et mort le 9 décembre 2017 dans la même ville) est un catcheur américain. Il est principalement connu pour son travail à l'American Wrestling Association, la World Wrestling Federation, l'All Japan Pro Wrestling ainsi qu'à la World Championship Wrestling.
D'abord culturiste dans le Minnesota, il devient catcheur après avoir rencontré Road Warrior Animal durant une compétition de culturisme.
Il s'entraîne auprès d'Eddie Sharkey (en) et commence à lutter en 1984 principalement à la American Wrestling Association (AWA).
Après un passage à la Pacific Northwest Wrestling puis au Québec à la Lutte Internationale, il s'engage avec la World Wrestling Federation (WWF). Il fait brièvement équipe avec Rick Martel avant de quitter la WWF à la suite de différends sur son salaire.
Il fait un passage à la All Japan Pro Wrestling avant d'aller à la World Championship Wrestling (WCW) en 1989.

## Jeunesse
Zenk grandit à Robbinsdale et fréquente le lycée de cette ville en même temps que Curt Hennig et Rick Rood. Après le lycée, il étudie à l'université du Minnesota et y obtient un diplôme en communication.
Il fait ensuite du culturisme et remporte le concours de Mr Minnesota en 1981 ainsi que d'autres concours dans cet état.

## Carrière de catcheur

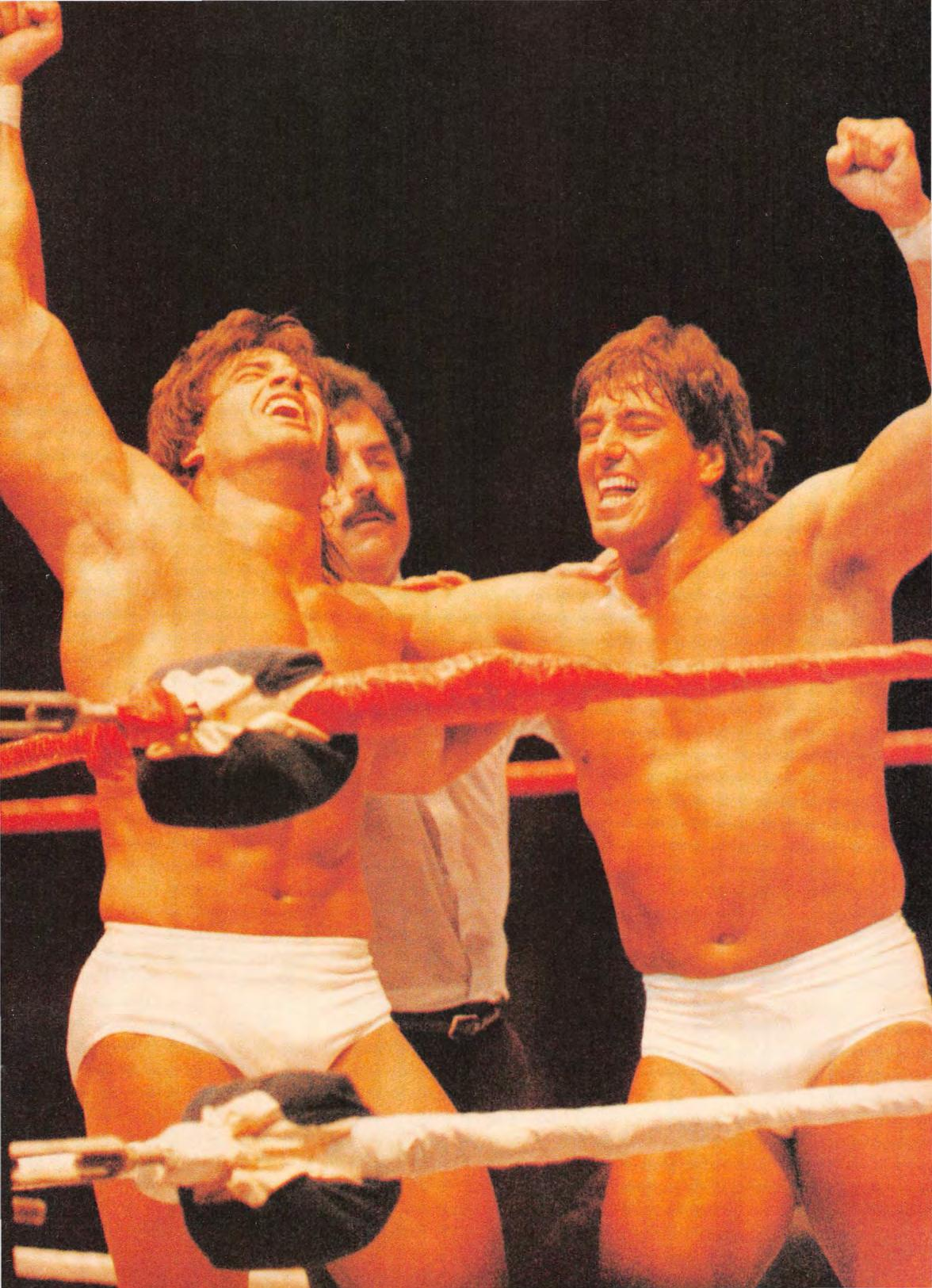
Rick Martel et Tom Zenk en 1987sur un ring de boxe.

### Débuts (1984-1986)
Après avoir remporté le concours de Mr Minnesota, Zenk rencontre Joe Laurinaitis, un catcheur originaire de la même ville que lui. Laurinaitis parvient à le convaincre de s'entraîner auprès de Eddie Sharkey (en) .
Il commence sa carrière au début de l'année 1984 à la USA Pro Wrestling avant de rejoindre l'American Wrestling Association (AWA),. En fin d'année, le Wrestling Observer Newsletter lui décerne le prix de Rookie de l'année 1984 à égalité avec Keiichi Yamada.
Il part ensuite au Québec en 1985 où il reste seulement quelques mois mais impressionne le public. Il pose ses valises à Portland pour travailler à la Pacific Northwest Wrestling, un territoire de la National Wrestling Alliance (NWA), où il commence à être mis en valeur. Il y fait équipe avec Scott Doring avec qui il remporte le 21 décembre le championnat par équipes de la NWA Pacific Northwest après leur victoire face à Mike Miller et Moondog Moretti. Il remporte ensuite champion poids lourd de la Pacific Northwest le 21 janvier 1986 en battant Bobby Jaggers. Deux jours plus tard, le règne de champion par équipes de Zenk et Doring prend après leur défaite face à Jaggers et Rip Oliver. Jaggers récupère son titre de champion poids lourds le 12 avril avant que Zenk ne quitte cette fédération.
Il retourne au Québec à la Lutte Internationale sur les conseils de Rick Martel qui lui promet un salaire hebdomadaire supérieur à celui de la Pacific Northwest Wrestling. Martel lui dit aussi qu'il compte faire équipe avec lui mais c'est avec Dan Kroffat (en) qu'il remporte le championnat par équipes international le 12 août. Ils gardent ce titre jusqu'au 13 octobre. En coulisses, Zenk comprend que la Lutte Internationale perd petit à petit tous ses catcheurs vedettes qui partent à la World Wrestling Federation (WWF) et décide d'entrer en négociation avec Vince McMahon, le président de la WWF.
À la fin de l'année 1986, il fait un bref passage au Japon à la All Japan Pro Wrestling où il fait équipe avec Rick Martel durant le tournoi Real World Tag League. Ils impressionnent Giant Baba qui leur proposent un contrat de cinq ans à 5 000 dollars par semaine chacun.

### World Wrestling Federation (1987)
Fin 1986, Zenk et Rick Martel rejoignent la World Wrestling Federation (WWF). Vince McMahon souhaite rapidement faire d'eux l'équipe phare de la WWF et les surnomme la Can-Am Connection. Ils participent au Frank Tunney Sr. Memorial Tag Team Tournament le 15 mars où ils éliminent  Danny Spivey et Jerry Allen au premier tour avant de se faire sortir par Demolition. Ils deviennent les rivaux de Bob Orton, Jr. et Don Muraco. Cela donne lieu à un match opposant ces deux équipes le 29 mars 1987 à WrestleMania III qui voit la victoire de la Can-Am Connection. McMahon envisage de faire de Zenk et Martel les rivaux de la Hart Foundation au cours de l'été. Cependant Zenk souhaite un meilleur salaire en prétextant que la WWF gagne beaucoup d'argent grâce aux produits dérivés de la Can-Am Connection et ne l'obtient pas. Le 10 juillet, la WWF organise un enregistrement d'une de ses émissions à Boston où la Can-Am Connection doit faire une interview. Zenk décide de ne pas s'y rendre et rentre chez lui en prévenant son équipier en lui laissant la clé de la voiture de location qu'ils partagent à la réception de l'hôtel.
La WWF attaque Zenk en justice afin d'avoir 70 000 dollars comme dédommagement et les deux parties trouvent un accord. Zenk reverse un pourcentage de ses cachets de 1988 pour indemniser son précédent employeur.

### American Wrestling Association et All Japan Pro Wrestling (1988-1989)
En octobre 1987, Zenk contacte Steve Blackburn (le présidente de la American Wrestling Association (AWA)) pour y travailler. Il y lutte au début de l'année 1988 et doit y devenir le principal rival du champion du monde poids lourd de la AWA Curt Hennig. Cette confrontation n'a jamais lieu car Zenk demande en février des garanties financières à l'AWA par rapport à ce combat.
Il fait ensuite un bref passage au Japon à la All Japan Pro Wrestling en août où il fait équipe avec Johnny Ace.
Il retourne à l'AWA début 1989 où il participe 7 février à une bataille royale pour désigner le nouveau champion du monde poids lourd de la AWA. Il est le dernier à être éliminé par Larry Zbyszko.

### World Championship Wrestling (1989-1994)
Zenk rejoint la World Championship Wrestling le 12 septembre 1989 au cours de Clash of the Champions 8 et lutte sous le nom de Z-Man. Ce jour-là, il bat le Cuban Assassin (en).

## Mort
Zenk meurt le 9 décembre 2017 au North Memorial Medical Center de Robbinsdale. Les médias spécialisés dans le catch apprennent sa mort le 17 décembre,. Son autopsie révèle qu'il est mort à la suite d'une maladie cardiaque athéroscléreuse.

## Palmarès

### En catch
- Lutte Internationale
  - 1 fois champion par équipes international avec Dan Kroffat (en)[14]
- Pacific Northwest Wrestling (NWA Pacific Northwest)
  - 1 fois champion par équipes de la NWA Pacific Northwest avec Scott Doring[29]
  - 1 fois champion poids lourd de la NWA Pacific Northwest[12]
- World Championship Wrestling (WCW)
  - 1 fois champion par équipe des États-Unis de la WCW de la National Wrestling Alliance avec Brian Pillman[30]
  - 1 fois champion du monde télévision de la National Wrestling Alliance[31]
  - 1 fois champion du monde par équipes des trios (en) avec Dustin Rhodes et Big Josh[32]

### En culturisme
- Mr Minnesota
  -  dans la catégorie des poids lourd, toutes catégories et meilleure musculature en 1981[33]
- Mr Twin Cities
  -  dans la catégorie des poids lourd en 1981[34]
- Mr North Country
  -  dans la catégorie des poids lourd en 1980[33]

## Récompenses des magazines
- Pro Wrestling Illustrated

| Année | 1991 | 1992 | 1993 | 1994 |
| ----- | ---- | ---- | ---- | ---- |
| Rang  | 48   | 38   | 168  | 163  |

- Wrestling Observer Newsletter
  - Rookie de l'année 1984 avec Keiichi Yamada[7]